# تعدد الزوجات في السودان
تعدد الزوجات قانوني ويمكن أن نعتبره نادر الحدوث في السودان. الرئيس السوداني عمر حسن البشير قد أيد بقوة مبدأ تعدد الزوجات، على أمل زيادة عدد السكان السودانيين.